# Stopa dyskonta
Stopa dyskonta – stopa zrzeczenia się przyszłych środków finansowych na rzecz aktualnie dostępnych środków.
Istnienie stopy dyskontowej wynika ze zmienności wartości pieniądza w czasie i obrazuje stosunek, w jakim przyszły kapitał zrównuje swoją efektywną wartość z kapitałem bieżącym. Informuje, z jakiej części przyszłych środków jesteśmy skłonni zrezygnować, aby zamienić je w środki bieżące. Jest to stosunek kwoty dyskonta do wartości przyszłej kapitału, wyrażony w procentach.
Stopa dyskontowa umożliwia dyskontowanie, czyli przeliczenie przyszłej wartości kapitału na jej wartość bieżącą. W takiej funkcji stopa dyskontowa używana jest w niektórych metodach oceny projektów inwestycyjnych, jak np. NPV lub IRR, gdzie często przyjmuje wartość średniego ważonego kosztu kapitału.

## Przykład
Rozważmy bony skarbowe, których termin wykupu przypada za rok, a ich wartość nominalna, po której będą wykupione przez Skarb Państwa to 1000 zł. Potrzebując gotówki już dziś, sprzedajemy bony po obniżonej cenie 900 zł. Dokonaliśmy zdyskontowania, czyli przeliczenia przyszłej wartości kapitału (1000 zł) na wartość bieżącą (900 zł). Dyskonto wyniosło 100 zł, a stopa dyskontowa:
{\displaystyle r_{d}={\frac {1000-900}{1000}}\cdot 100\%=10\%}

## Stopa dyskontowa a rentowność
Stopa dyskontowa nie jest tym samym, co stopa zwrotu lub rentowność. W powyższym przykładzie stopa dyskontowa dla sprzedającego bony wyniosła 10%, ponieważ zrzekł się on 10% przyszłej wartości bonów celem zamiany ich na gotówkę już dziś.
Dla kupującego zakup bonów był inwestycją – wydał on 900 zł środków bieżących, aby otrzymać 1000 zł w przyszłości. Zatem stopa zwrotu dla niego wyniosła:
{\displaystyle r={\frac {1000-900}{900}}\cdot 100\%=11,1\%}
Zależność między stopą dyskonta a stopą zwrotu przedstawiają poniższe równania:
{\displaystyle r={\frac {d}{(1-d)}}}
oraz
{\displaystyle d={\frac {r}{(1+r)}}}
gdzie:
r – stopa zwrotu,
d – stopa dyskonta.